# Liberatemi (singolo)
Liberatemi prodotto da Mauro Malavasi che cura gli arrangiamenti. è un singolo del cantautore italiano Biagio Antonacci, pubblicato nel 1992 come primo estratto dall'album omonimo.

## La canzone
Scritto dallo stesso Biagio Antonacci con la musica di Mauro Malavasi, il brano è stato presentato dal cantante durante la sua partecipazione al Festivalbar 1992 e al Cantagiro 1992.
Nel 1993 il singolo è stato ripubblicato insieme a una versione remixata del brano Assomigliami.

## Tracce
CD singolo (Italia) – 1992
1. Liberatemi – 4:19 (testo: Biagio Antonacci – musica: Mauro Malavasi)
2. Come siamo tanti al mondo – 4:21
3. Almeno non tradirmi tu – 4:02
4. Almeno non tradirmi tu (Club Version) – 4:02

CD singolo (Italia) – 1993
1. Liberatemi – 4:19
2. Assomigliami (Remix) – 4:46

## Formazione
- Biagio Antonacci: voce, cori
- Mauro Malavasi: tastiera, cori, arrangiamento
- Jean Paul Ceccarelli, Eugenio Mori - batteria
- Chicco Gussoni - chitarra
- Paolo Costa, Marco Mangelli - basso

Produzione
- Mauro Malavasi – produzione, mixaggio, mastering